# 美國平面設計協會
美國平面設計協會 或直譯為 美國圖形藝術協會 / 美國圖形藝術設計研究院（American Institute of Graphic Arts，簡稱  AIGA），是美國平面／图形設計领域具有广泛代表性质的非盈利組織，始创于於1914年，總部位於紐約市，現有2萬多位會員與200多個學生分會。AIGA 致力於推動美國平面／图形設計行业的發展，主要活動皆以視覺傳達設計為主，重視專業設計師之間的意見與資訊交流。
該協會是非營利組織，在1914年時，僅是美國藝術俱樂部（National Arts Club）中的40位設計師所集結的組織，由查爾斯·迪凱（Charles Dekay）提議命名為美國平面設計協會，並選出威廉·霍華（William H. Howland）為負責人，接著逐漸演變為今日的規模。AIGA目前每年舉辦兩大設計競賽，分別稱為「365天：AIGA年度設計競賽」與「50/50：書本與封面競賽」並出版有下列刊物，分別為Voice數位設計期刊，AIGA設計期刊，AIGA Winterhouse設計寫作與評論期刊等。並不定期舉辦許多教育研討會和工作坊。最盛大的研討會為兩年舉辦一次的AIGA設計大會，每次為期4天。
美國交通部（Department of Transportation）曾經與該協會合作，設計了50個交通指示符號，用於機場，車站等標誌的統一。此專案在1974年舉辦，獲得了該年的美國總統設計獎（Presidential Design Award）。

## 外部連結
- 官方网站